# Today
 For alternative betydninger, se Today (flertydig). (Se også artikler, som begynder med Today)
"Today" er en sang skrevet af Billy Corgan og indspillet af Smashing Pumpkins. Det er en anden single fra albummet Siamese Dream fra 1993. Magasinet Eye Weekly kårede "Today" som årets bedste single i 1993. 
Singlen blev udgivet d. 30. september 1993 og blev et kæmpe hit, særligt efter at bandet spillede sangen i Saturday Night Live i USA en måned senere. Magazinet Blender beskriver sangen som én af de definerende sange blandt den amerikanske ungdom i 1990'erne.
Den første sang, som Corgan skrev til albummet, var "Today". Han spillede en demooptagelse for bandet og Butch Vig, og han fik en positiv reaktion. Senere kom repræsentanter fra bandets pladeselskab, Virgin Records, for at tjekke, hvordan tingene gik. De var så tilfredse med "Today", at de aflyste yderligere besøg i studiet. 
Selv om "Today" umiddelbart virker som en ret munter sang, så er teksten faktisk ret dyster. Billy Corgan skrev sangen om en dag, han havde selvmordstanker, eksemplificeret ved henvisningen til selvlemlæstelse i omkvædet. Mange lyttere er dog uvidende om sangens fortælling om depression og desperation. 
I forbindelse med udgivelsen af bandets syvende album Oceania i 2012 lavede musikmagasinet Rolling Stone en oversigt over de 20 bedste sange fra Smashing Pumpkins ud fra en omfattende afstemning blandt fans. "Today" blev stemt ind som nummer ni på listen.

## B-sider
- "Hello Kitty Kat"
- "Obscured"
- "Apathy's Last Kiss"
- "French Movie Theme"

Alle sange er skrevet af Billy Corgan.

## Musikvideo
Musikvideoen til "Today" blev vist på MTV for første gang i september 1993 og fik ligeledes stor succes. Den blev instrueret af Stéphane Sednaoui, og det kostede $150.000 at producere den. I videoen kører bandet rundt i en amerikansk hjemisbil.

## Live
Billy Corgan skrev "Today" i 1992, og bandet fik indspillet en demo i efteråret 1992. I august 1992 spillede bandet sangen for første gang live, og med udgivelsen af Siamese Dream og "Today" som én af singlerne fra albummet blev sangen herefter ofte spillet live. I 1993 spillede Smashing Pumpkins "Today" live på det populære amerikanske tv-show Saturday Night Live sammen med "Cherub Rock". Lige siden har "Today" været repræsenteret ved de fleste af bandets koncerter med undtagelse af Adore Tour i 1998, hvor bandet stort set ikke spillede gammelt materiale, navnlig fra Siamese Dream. I 2000 introducerede bandet en akustisk og langsommere version af "Today", som blev godt modtaget af bandets fans. Den 7. juli 2007 spillede det gendannede Smashing Pumpkins sangen foran tusindvis af fans og millioner af seere i forbindelse med Live Earth-koncerten i New York, USA. "Today", der senest blev spillet i 2008, er blevet spillet live mere end 400 gange, hvilket gør hitsinglen til ét af bandets mest spillede numre ved koncerter – kun overgået af "Bullet with Butterfly Wings".